# Crépy, Aisne

Crépy este o comună în departamentul Aisne din nordul Franței. În 1 ianuarie 2022 avea o populație de 1.807 de locuitori.